# إندرا سيستمز
إندرا سيستمز (تلفظ بالإسبانية: ‎/ˈindɾa sisˈtemas/‏) هي شركة إسبانية لتكنولوجيا المعلومات وأنظمة الدفاع . وهي مدرجة في بورصة مدريد .
عمل اندرا يتمحور حول ثلاثة مجالات عمل وهي : تقنيات المعلومات، ومعدات المحاكاة والاختبار الآلي، ومعدات الدفاع الإلكترونية .
وتقوم اندرا أيضاً بعمل الاستشارات، وتطوير المشاريع، وتكامل الأنظمة والتطبيقات وكذلك الاستعانة بمصادر خارجية لأنظمة تكنولوجيا المعلومات والعمليات التجارية . 
يأتي ما يقرب من ثلث الإيرادات السنوية للشركة من الأسواق الدولية. وحسب المناطق الجغرافية، فإن أوروبا والولايات المتحدة هما السوقان الدوليان اللذان يتمتعان بأكبر وزن ونمو بالنسبة لإندرا.ويأتي بعدها أمريكا اللاتينية فهي أيضًا منطقة جغرافية تعمل فيها إندرا.
فيما يلي بعض المجالات التجارية الرئيسية في إندرا:
- أنظمة التحكم في الحركة الجوية - حيث تُعد من أكبر الموردين في العالم؛[9] تدعي إندرا أن ثلث الحركة الجوية في العالم تُدار بواسطة أنظمة طورتها الشركة
- تم تطوير أنظمة التذاكر لأنظمة النقل السريع - مثل تلك الموجودة في مدريد وبرشلونة وباريس ولشبونة وشنغهاي وأثينا وبوينس آيرس ومومباي وسانتياغو دي تشيلي
- الخدمات المالية
- الطاقة
- التكنولوجيا والعمليات الانتخابية
- محاكيات الطائرات
- الدفاع
- نظم المعلومات الصحية